# Datanglong
Datanglong là một chi khủng long, được Mo Zhou F. Li G. Huang Z. & Cao mô tả khoa học năm 2014.